# ベルリン＝ダーレム植物園

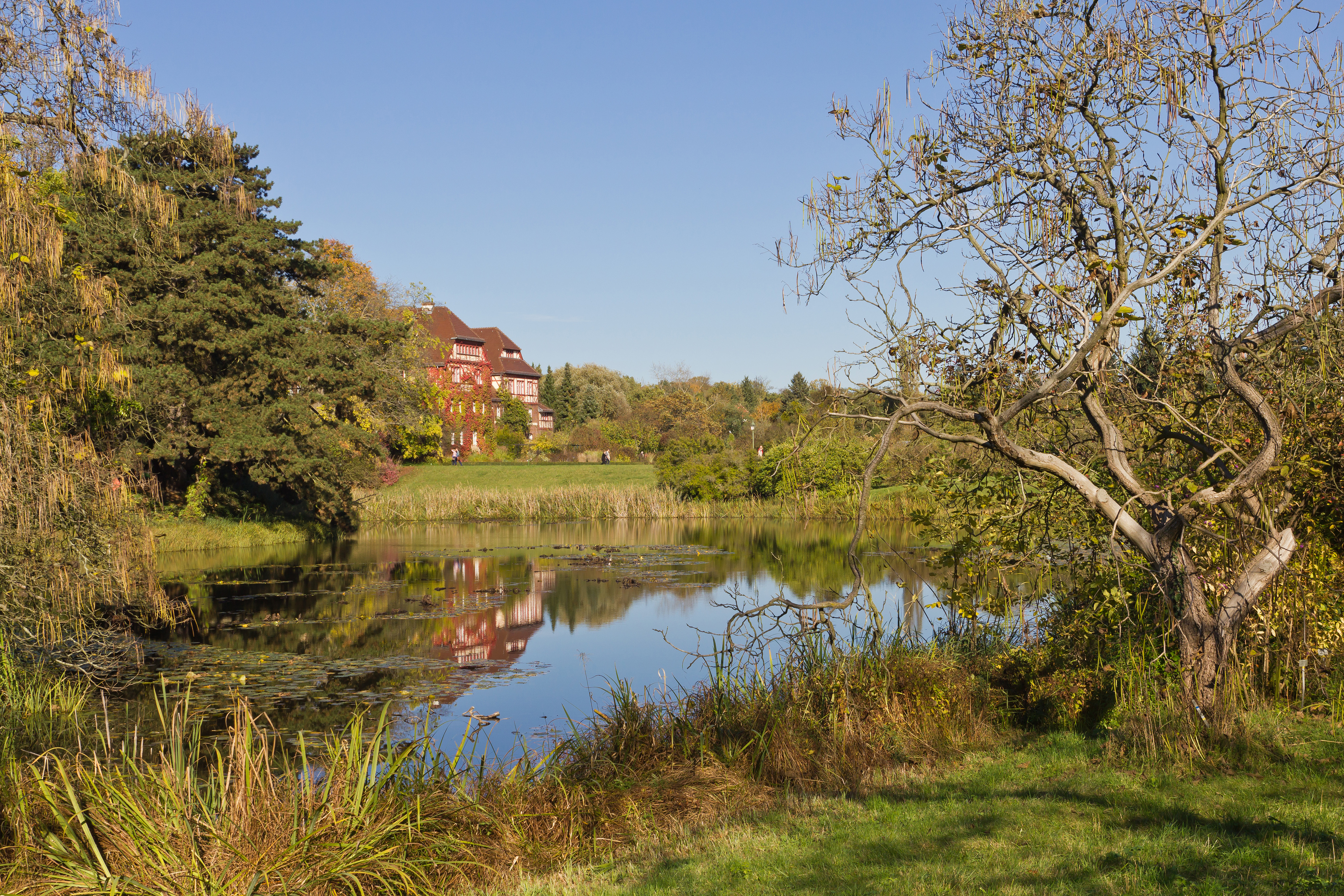
ベルリン＝ダーレム植物園

ベルリン＝ダーレム植物園（ベルリン＝ダーレムしょくぶつえん、ドイツ語: Botanischer Garten und Botanisches Museum Berlin-Dahlem）はドイツ・ベルリンのシュテーグリッツ＝ツェーレンドルフ区に位置する植物園である。43ヘクタールの敷地に22,000種の植物が栽培されている。ベルリン自由大学の施設だが、大学とは独立した研究施設である。入場者は年間、数十万人を数える。
名称には、同区の地区名ダーレムが冠されているが、実際には隣接するリヒターフェルデ地区に位置する。

## 歴史
ベルリンに植物園が最初に作られたのは、16世紀の選帝侯ヨハン・ゲオルク3世の時代、庭師のデシデリウス・コルビアヌス (Desiderius Corbianus) によって宮廷のための果樹園や野菜園が設けられたのにさかのぼる。現在はハインリヒ＝フォン＝クライスト公園となっているその場所は、王立醸造所のホップ栽培や果樹園として使われていた。これを19世紀のはじめに植物学者のカール・ルートヴィヒ・ヴィルデノウがベルリン大学の研究施設として、国際的に評価の高い植物園に育てあげた。
19世紀の末、同地シェーネベルク地区は都市化が進み、大気汚染や地下水の枯渇などが問題となり、園の拡張と老朽化した温室の大規模な改装の必要が生じた。そこで教育省は、暫定園長だったイグナーツ・ウルバンに新しい園の用地の調査を命じ、結果、広さ41エーカーのジャガイモ畑だった場所が選ばれた。
アドルフ・エングラーらによって1895年に計画が作られ、1897年にプロイセン王国議会が計画を承認。エングラーが新しい園長に、ウルバンが副園長になった。1903年4月に最初の2,500人の観客が正装して入園し、1904年に野外施設が完成し一般公開された。公式な開所日は植物学博物館の建物が完成した1910年5月である。
しかしナチス政権下で国外との交流が制限され、また第二次世界大戦での破壊によって園は衰退した。戦後、連合軍のベルリン占領により、1945年に園は再開されたが、ベルリン封鎖が終了するまでは食料野菜の栽培に用いられていた。1949年にアメリカ合衆国の資金援助で再建が始められ、1950年に新しい大温室「ヴィクトリアハウス」が完成し、1968年に園の再建が完了した。植物学博物館の再建は1987年まで続いた。1996年から園と博物館はベルリン自由大学の施設となった。

## 植物園の画像

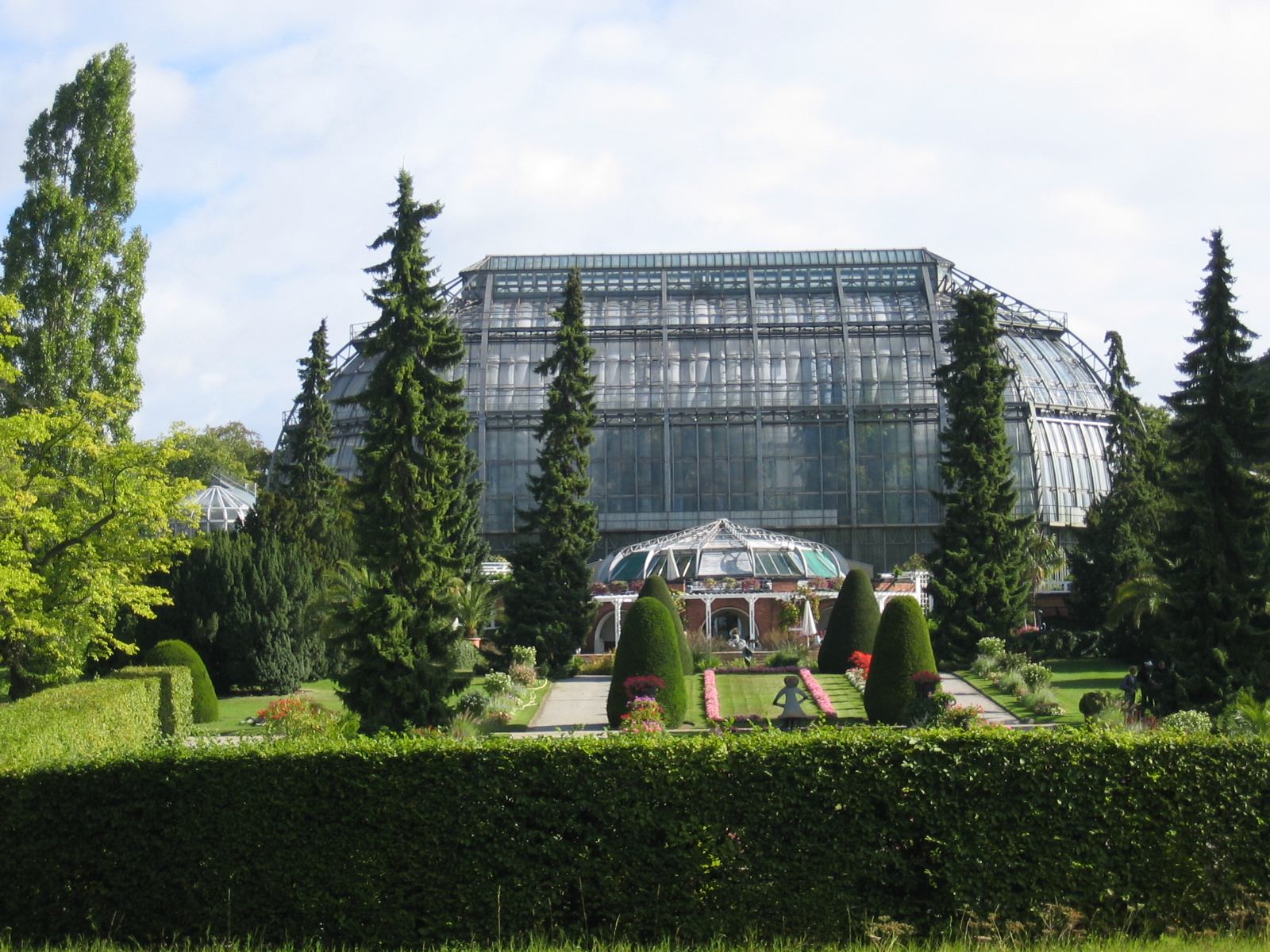
温室
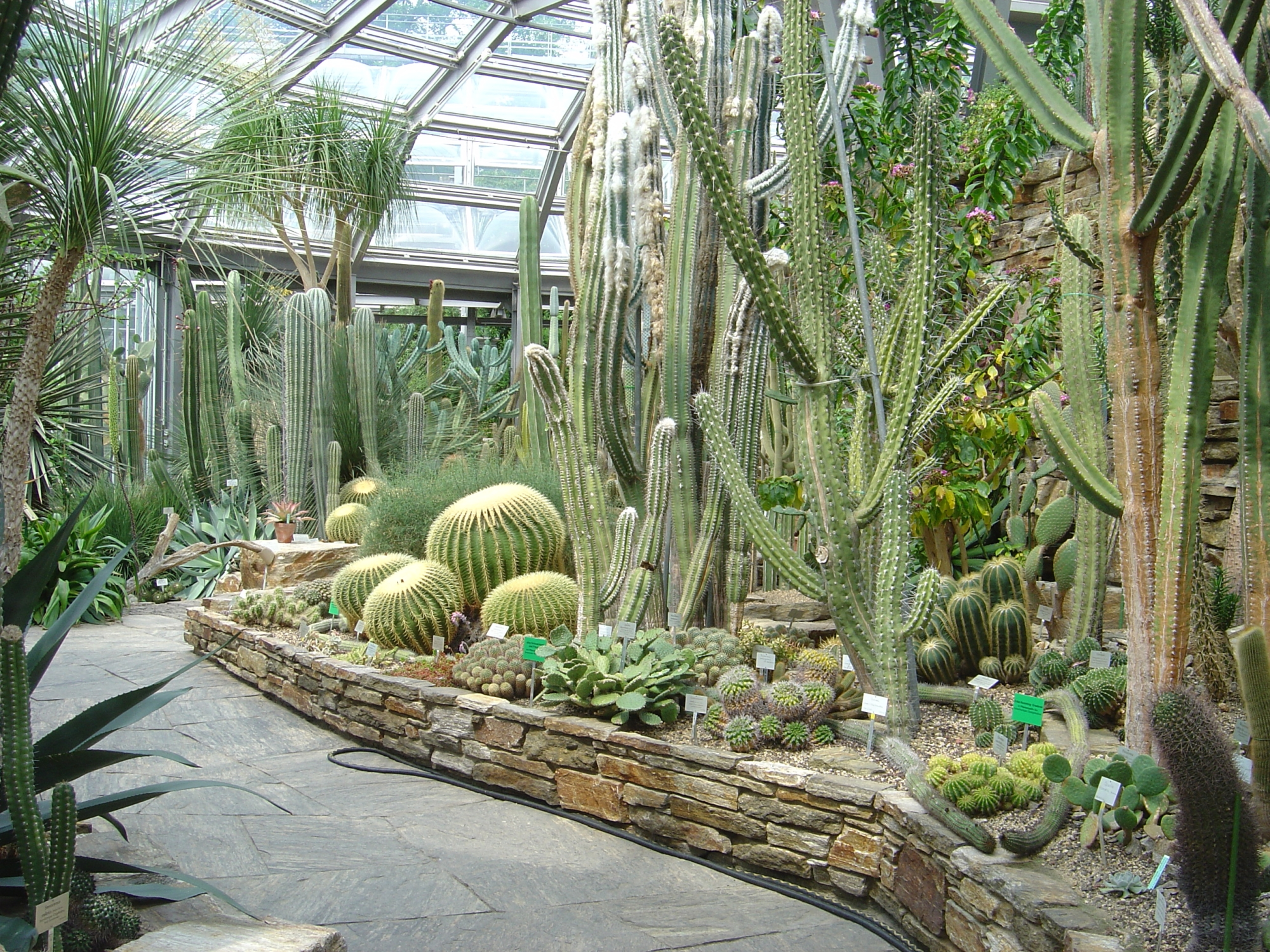
サボテンの展示
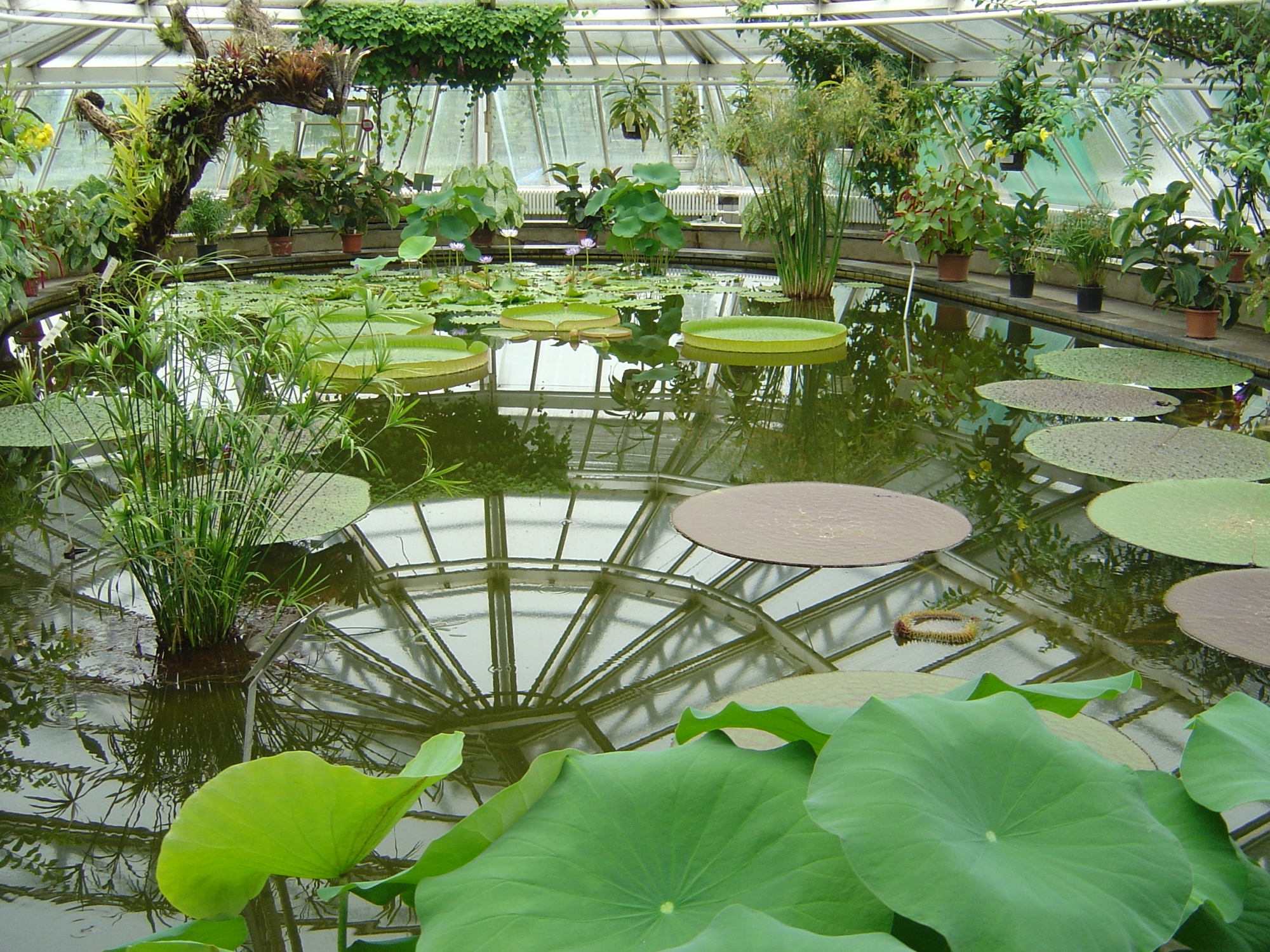
ヴィクトリア温室内のハスの池